# Gilla Vincenzo Gremigni
Gilla Vincenzo Gremigni (Castagneto Carducci, 22 gennaio 1891 – Ghiffa, 7 gennaio 1963) è stato un arcivescovo cattolico italiano.

## Biografia
Gilla Vincenzo Gremigni nacque a Castagneto Carducci il 22 gennaio 1891. La sua famiglia si trasferì quando lui era ancora giovane a Omegna, dove lui iniziò a frequentare i Missionari del Sacro Cuore di Gesù che si occupavano dell'oratorio, ordine religioso del quale entrò a far parte. Nel 1903 si trasferì a Roma per iniziare gli studi. Nel 1910 conseguì la maturità classica al collegio Nazzareno a Roma e poi venne inviato dai suoi superiori a Friburgo.
Nel 1914 prese i voti perpetui e il 27 giugno 1915 fu ordinato sacerdote dal vescovo Adolfo Turchi, in quegli anni segretario della Congregazione per i religiosi. Dopo essere andato in guerra, nel 1918 venne chiamato dallo stesso monsignor Turchi, divenuto vescovo dell'Aquila, quale suo segretario.
Dal 1921 fu parroco della chiesa del Sacro Cuore del Suffragio nel rione romano Prati.
Il 18 gennaio 1945 fu nominato vescovo di Teramo e, il 1º luglio 1949, vescovo di Teramo e Atri. Il 29 giugno 1951 venne trasferito alla diocesi di Novara e il 17 aprile 1958 gli fu concesso il titolo personale di arcivescovo.
Nel 1955 compì la visita pastorale e tenne un sinodo; eresse nuove parrocchie e il nuovo seminario urbano.
Il 5 agosto 1958 ha consacrato, alla presenza della popolazione del clero novarese e delle autorità civili, il santuario della Madonna del Sangue a Re.
Morto a Ghiffa il 7 gennaio 1963, la sua salma è stata inumata presso il santuario della Madonna del Sangue di Re, in Val d'Ossola.

## Genealogia episcopale e successione apostolica
La genealogia episcopale è:
- Cardinale Scipione Rebiba
- Cardinale Giulio Antonio Santori
- Cardinale Girolamo Bernerio, O.P.
- Arcivescovo Galeazzo Sanvitale
- Cardinale Ludovico Ludovisi
- Cardinale Luigi Caetani
- Cardinale Ulderico Carpegna
- Cardinale Paluzzo Paluzzi Altieri degli Albertoni
- Papa Benedetto XIII
- Papa Benedetto XIV
- Papa Clemente XIII
- Cardinale Marcantonio Colonna
- Cardinale Giacinto Sigismondo Gerdil, B.
- Cardinale Giulio Maria della Somaglia
- Cardinale Carlo Odescalchi, S.I.
- Cardinale Costantino Patrizi Naro
- Cardinale Lucido Maria Parocchi
- Papa Pio X
- Cardinale Gaetano De Lai
- Cardinale Raffaele Carlo Rossi, O.C.D.
- Arcivescovo Gilla Vincenzo Gremigni, M.S.C.

La successione apostolica è:
- Vescovo Domenico Valerii (1945)
- Vescovo Adolfo Binni (1952)
- Vescovo Maurizio Raspini (1953)
- Arcivescovo Francesco Fasola (1954)
- Vescovo Mario Longo Dorni (1954)
- Vescovo Francesco Brustia (1957)
- Vescovo Edoardo Piana Agostinetti (1958)
- Cardinale Ugo Poletti (1958)